# (139028) Haynald
(139028) Haynald est un astéroïde de la ceinture principale.

## Description
(139028) Haynald est un astéroïde de la ceinture principale. Il fut découvert le 28 février 2001 à Piszkesteto par Krisztián Sárneczky et Alíz Derekas. Il présente une orbite caractérisée par un demi-grand axe de 2,26 UA, une excentricité de 0,07 et une inclinaison de 6,3° par rapport à l'écliptique.

## Compléments